# Gabriel Sargissian
Gabriel Sargissián (nacido el 3 de septiembre de 1983) es un Gran Maestro Internacional de ajedrez armenio. En enero de 2010, en la lista de la FIDE, ocupaba el puesto 49 del mundo con un ELO de 2680 y número 2 de Armenia, tras Levón Aronián.
Sargissian ganó el Campeonato de Armenia de ajedrez, en el 2000 y 2003.
Sargissian fue uno de los jugadores que contribuyeron, junto con Levón Aronián, Vladímir Akopián, Karen Asrian, Smbat Lputian, Artashes Minasian, en el equipo armenio de ajedrez a ganar el oro en la Olimpíadas de ajedrez, de 2006, en Turín (Italia), por delante de China y EE. UU.
En enero de 2007, quedó 2º en el torneo B del Torneo Corus de ajedrez, logrando 8 puntos de 13 posibles, tras el campeón Pável Eliánov y por delante de Bu Xiangzhi(3º), Yakovenko(4º), Maxime Vachier-Lagrave(5º) hasta 14 jugadores.
En abril de 2007, ganó el I Magistral Ruy López, de categoría XV, celebrado en Zafra (España), con 6.5 de 7 puntos, logrando un rendimiento increíble de 3021 puntos de ELO.
La clasificación final quedó así:
| Posición | Participantes           | Puntos |
| -------- | ----------------------- | ------ |
| 1        | Gabriel Sargissián      | 6.5    |
| 2        | Julio Granda            | 4      |
| 3        | Ruslán Ponomariov       | 4      |
| 4        | Ivan Sokolov            | 3.5    |
| 5        | Manuel Pérez Candelario | 3      |
| 6        | Krishnan Sasikiran      | 2.5    |
| 7        | Antoaneta Stefanova     | 2.5    |
| 8        | Hou Yifan               | 2      |